# Salpinia socia
Salpinia socia là một loài bọ cánh cứng trong họ Cerambycidae.